# Aloys Fritzen

Aloys Fritzen

Aloys Fritzen (auch Alois, * 19. Februar 1840 in Kleve; † 19. August 1916 in Düsseldorf) war ein deutscher Jurist und Politiker der Zentrumspartei.

## Leben
Nach dem Abitur am Collegium Augustinianum Gaesdonck studierte Fritzen in Bonn und Heidelberg Jura. 1861 trat er am Landgericht Kleve in den Justizdienst ein und wurde 1866 Landgerichtsassessor. Als Soldat nahm er am Deutschen Krieg teil. Ab 1868 war Fritzen erster Beigeordneter in Düsseldorf und ab 1875 Landesrat in der rheinischen Provinzialverwaltung. Im Jahr 1889 schied Fritzen aus dem Staatsdienst aus und konzentrierte sich als Mitglied der Zentrumspartei auf die parlamentarische Tätigkeit als Mitglied des Deutschen Reichstages, des Preußischen Abgeordnetenhauses und des rheinischen Provinziallandtages.
Aloys Fritzen war ein Bruder von Adolf Fritzen, Bischof von Straßburg, und Karl Fritzen, der wie Aloys Fritzen als Jurist und Zentrumspolitiker hervortrat.

## Werke
- Über die Kirchenbaulast im Bergischen mit besonderer Rücksicht auf die Kirchtürme. Dietz, Düsseldorf 1870.
- Des Quintus Horatius Flaccus Oden, im Originalversmaße übersetzt. Voss, Düsseldorf 1888.